# ジェラルド・カテナ
ジェラルド･カテナ（Gerardo "Jerry″Catena, 1902年1月8日 - 2000年4月23日）は、ニューヨークのコーサ・ノストラの幹部で、ジェノヴェーゼ一家の副ボスを務めた。ニックネームはジェリー。北ニュージャージーを拠点とし、武闘派だったが流通業界のビジネスに長け、プログレッシブ・マフィアと呼ばれた。

## 来歴

### 禁酒法時代
ニュージャージー州サウス・オレンジ生まれ。親はイタリアのサレルノ移民。若い頃ニューアークの波止場で働いていた。1923年、違法賭博で逮捕されたのを皮切りに強盗、暴行、判事買収など沢山の逮捕歴があった。
1920年代、ニューアークのアイロンバウンド一帯でギャング団を率い、強盗や違法賭博を常習していたが、1927年、ユダヤ系の密輸ギャングのアブナー・ツヴィルマンに、酒の武装トラックの護衛で雇われた。違法アルコールは当時ドル箱で、マンハッタンなど商業地への酒の配送はギャングの襲撃に晒され、ツヴィルマンは輸送の安全確保のため、輸送ルート周辺を支配していた地元ギャングのカテナを利用した。ツヴィルマンの信頼を得て、彼の専属ドライバーも務めた。1930年代初め、イタリア系とユダヤ系の合同シンジケート組織が立ち上がると、ラッキー・ルチアーノらイタリア系ギャングへの連絡窓口となった。1930年のツヴィルマンとリッチー・ボイアルド（後のジェノヴェーゼ一家幹部）間の平和協定に関わり、1934年、禁酒法役人殺しの裁判にかけられたニッキー・デルモアを救うため判事を買収して逮捕されるなど、ニュージャージーのギャング間の仲裁役を演じた。ルチアーノ一家（現ジェノヴェーゼ一家）に入ったのは1946年頃とされ、一説に、ウィリー・モレッティの斡旋によるものとされる。

### 組合と賭博
禁酒法廃止後、ツヴィルマンの様々なビジネスに相乗りし、1940年代にはモレッティ、ジョー・アドニスらと幾つものカジノを共同運営した。またニューアークの波止場の組合に進出した。1946年、ピンボールマシン会社を立ち上げた。1951年、モレッティが暗殺されるとそのニュージャージーの賭博利権を引き継いだ。1958年、遊技機メーカーの乗っ取りに成功し、スロットマシン製造大手「バリー」のニュージャージー向け供給を手中にした。ニュージャージー各都市のビリヤード場・ボウリング場・雑貨屋にカテナのゲームマシンが置かれた。不動産やオイルリースなど実業の利権を保持し、キューバやラスベガスのカジノに進出した。ニュージャージの洗剤メーカーの組合を支配下に置いた。配下のギャングは大手食品スーパーに製品購入を強制し、反抗する店に放火・爆弾で危害を加え、殺人も行った。1964年頃バリーの役員と結託して隠れ株主になっていたことが発覚した時、会社から排除された。

### ジェノヴェーゼ一家副ボス
ニュージャージーにおけるジェノヴェーゼ一家の縄張りを管轄した。順調に出世の道を歩み、1957年後半、ヴィト・ジェノヴェーゼが一家のボスになると副ボスに抜擢された。1957年11月、全米マフィアを集めたアパラチン会議に参加し、警察に摘発された。1960年ジェノベーゼが収監されるとトーマス・エボリやマイク・ミランダとの３頭代行体制の中でファミリー問題を実質仕切っていた。ジェノベーゼの死後ボスに繰り上がったエボリの下でも副ボスを務めた。1970年、ニュージャージー州犯罪調査委員会に召喚されたが、証言を拒否し、1970年3月4日、法廷侮辱罪で収監された。1960年代から組織のオペレーションを任せていた配下のフィリップ・ロンバルドに収監前に実権を譲っていた。1975年8月19日、出所した。引退してフロリダ州ボカラトンに隠居した。2000年4月、98歳の長寿で死去した。

### プログレッシブ・マフィア
スロットマシンやピンボールマシンの独占供給を通じて大富豪になり、1970年時点で1000万ドルの資産を持っていた。地元警察によると、必要時に暴力も辞さない武闘派であると同時に、ビジネスマネジメントに優れ、金儲けがうまかった。　一般のギャングは縄張りに侵入したよそ者を武力排除するが、カテナは分け前の受取と引き換えによそ者を受け入れたので、「プログレッシブ・マフィア」とも言われた。1978年のマフィア関係者の盗聴記録では「神様より金を持っている」と語られ、1986年に雑誌フォーチュンに、「アメリカで4番目にリッチな男」と紹介された。

## エピソード
- ジェノヴェーゼ死後、次期ボスの最有力候補だったが、ボス業務より趣味のゴルフを好んだ[18]。
- 法廷侮辱罪での収監は異例の5年の長きにわたり、同種の罪状での収監としてはアメリカの最長記録となった[16]。組織犯罪の証言を引き出そうと食い下がるニュージャージー法務当局と根競べになったが、徹底して沈黙を貫いたため、結局釈放された。